# Ermitage Seongjuam
Seongjuam (coréen : 성주암) est un ermitage bouddhiste situé dans l'arrondissement de Gwanak-gu à Séoul, en Corée du Sud. Il fut fondé en 677 par le moine Wonhyo et rénové en 1324 par le précepteur d'État Gakjin.

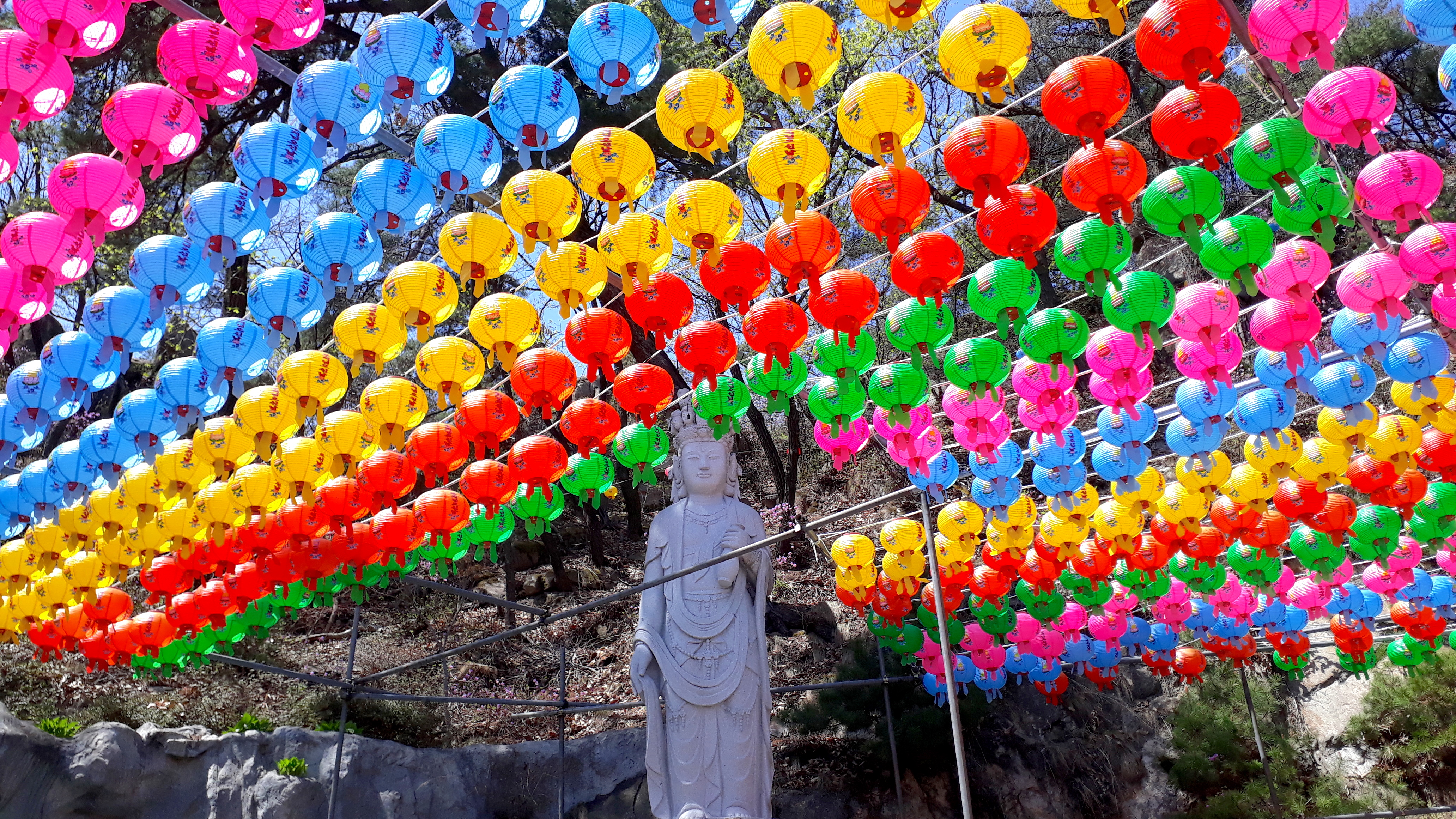
Statue de Bouddha
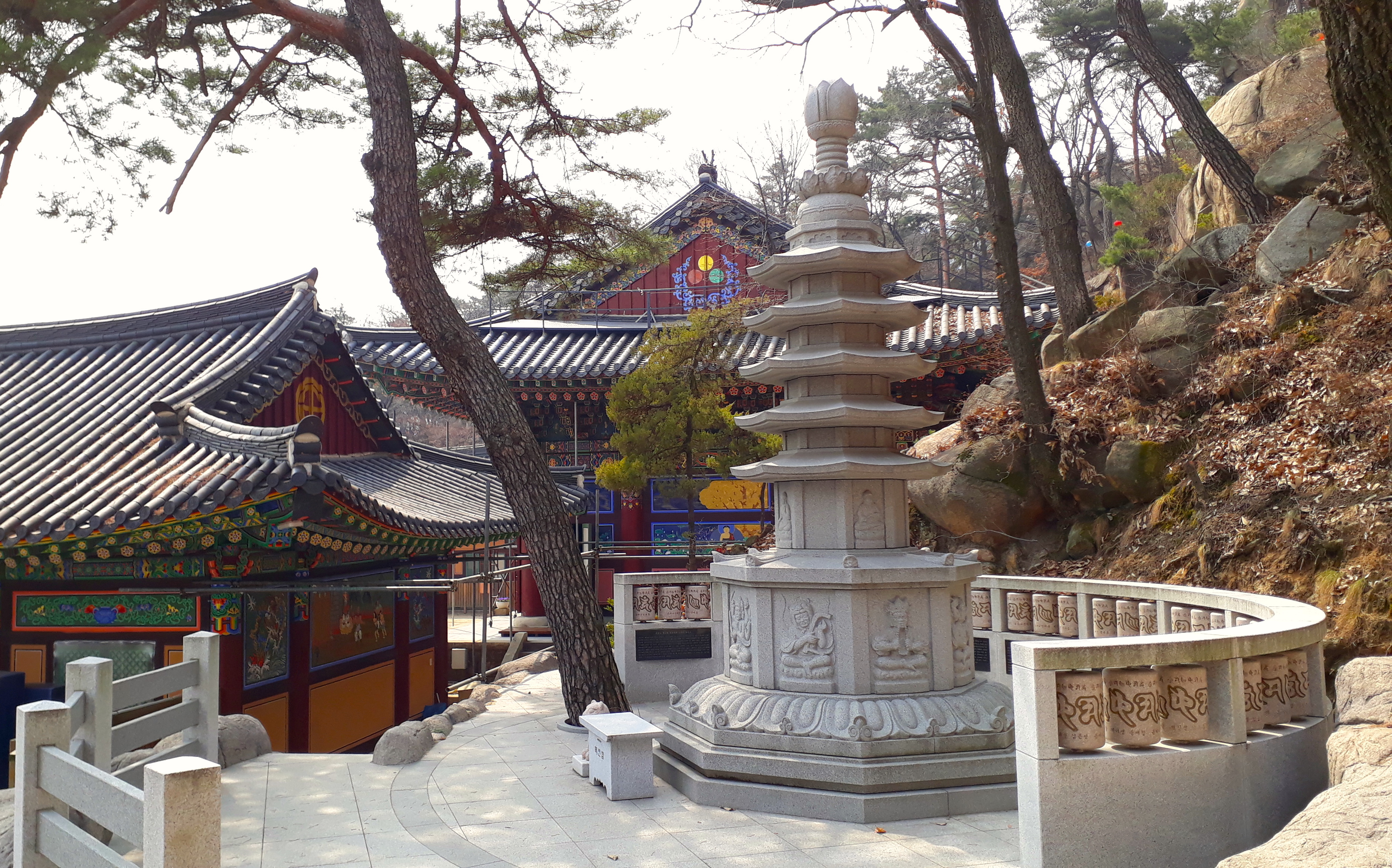